# Leonard Adleman
Leonard Max Adleman (n. 31 decembrie 1945, California, SUA) este un informatician și biolog american, cunoscut mai ales pentru rolul său în dezvoltarea algoritmului de criptare cu chei publice RSA și pentru contribuții în sectorul computației cu ADN.